# フィジアン・ドゥルア
フィジアン・ドゥルア（Fijian Drua）は、フィジーに本拠地を置くラグビーユニオンクラブである。2022年からスーパーラグビー・パシフィックに参加している。

## 歴史
2017年創設。同年から3シーズンの間、ナショナル・ラグビー・チャンピオンシップに参加した。
2022シーズンからスーパーラグビーに参戦。同シーズンは新型コロナウイルスの影響によりオーストラリアを本拠地とした。スーパーラグビー初試合はワラターズに敗れた。

## 成績

### スーパーラグビー戦績
| シーズン | 大会名                         | 試合数 | 勝 | 分 | 敗 | 順位 | 参加チーム数 | プレーオフ |
| -------- | ------------------------------ | ------ | -- | -- | -- | ---- | ------------ | ---------- |
| 2022     | スーパーラグビー・パシフィック | 14     | 2  | 0  | 12 | 11位 | 12チーム     | ―          |
| 2023     | スーパーラグビー・パシフィック | 14     | 6  | 0  | 8  | 7位  | 12チーム     | ベスト8    |
| 2024     | スーパーラグビー・パシフィック | 14     | 6  | 0  | 8  | 7位  | 12チーム     | ベスト8    |
| 2025     | スーパーラグビー・パシフィック | 14     | 4  | 0  | 10 | 10位 | 11チーム     | ―          |

## スコッド
2025シーズンのスコッド（2025年1月現在）
| プロップ - メサケ・ドゲ - ハエレイティ・ヘテット - リヴァイ・ナタヴェ - ペニ・ラヴァイ - サム・タワケ - メリ・トゥニ - エモシ・トゥキリ フッカー - マス・ドロコロ - テヴィタ・イカニヴェレ - ズリエル・トンギアタマ ロック - テ・アヒワル・ジリキンダヴェタ - イソア・ナシラシラ - ラトゥ・レオネ・ロトゥイソリア - サイロシ・ヴァカロカロ(Sailosi Vakalokalo) - メサケ・ヴォセヴォセ | フランカー/No.8 - エリア・カナカイヴァタ - メリ・デレナラギ - ヴィリヴェ・ミラミラ - ライカブラ・モモエドヌ - モティカイ・マリー - キティオネ・サラワJr. - ホセファ・タマニ - エトニア・ワクァ スクラムハーフ - フィリップ・バセララ - シミオネ・クルボリ - フランク・ロマニ - ペニ・マタワル フライハーフ - イサイアウ・アームストロングラヴラ - ケレブ・マンツ - イシケリ・ラビトゥ - ケム・ヴァレティニ | センター - イオセフォ・マシ - ツイドラキ・サムサムヴォドレ - イニア・タブアヴォウ ウイング - イライサ・ドロアセセ - ポニパテ・ロンガニマシ - エぺり・モモ - タニエラ・ラクロ - ジュニア・ラトゥヴァ フルバック - ヴアテ・カラワレヴ - セレスティノ・ラヴタウマンダ |
| | | |
| は共同キャプテン。 | | |